# Alticola olchonensis
Alticola olchonensis е вид бозайник от семейство Хомякови (Cricetidae).

## Разпространение
Видът е разпространен в Русия.